# Almutaster
Almutaster Á. Löve & D. Löve é um género botânico monotípico pertencente à família Asteraceae. A sua única espécie é Almutaster pauciflorus (Nutt.) A.Löve & D.Löve, que pode ser encontrada no oeste da América do Norte desde o norte do Canadá até ao México, onde cresce em solos húmidos alcalinos e salinos como no interior de marismas e salinas.
Almutaster pauciflorus foi descrita por (Nutt.) A.Löve & D.Löve e publicada em Taxon 31(2): 356. 1982.
No sistema de classificação filogenética Angiosperm Phylogeny Website este género é lista como sinónimo de Aster L.

## Sinonímia
- Aster hydrophilus Greene ex Wooton & Standl.
- Aster pauciflorus Nutt. basónimo
- Tripolium pauciflorum (Nutt.) DC.[4]